# Porellales
Porellales, red jetrenjarki u razredu Jungermanniopsida. Preko 2 800 vrsta u sedam porodica. Ime je došlo po rodu Porella.

## Podredovi i porodice
1. Jubulineae Müll. Frib.
  1. Frullaniaceae Lorch
  2. Jubulaceae H. Klinggr.
  3. Lejeuneaceae Cavers
2. Lepidolaenineae R.M. Schust.
3. Porellineae R.M. Schust.
  1. Goebeliellaceae Verd.
  2. Lepidolaenaceae Nakai
  3. Porellaceae Cavers
4. Radulineae R.M. Schust.
  1. Radulaceae Müll. Frib.